# Région antarctique

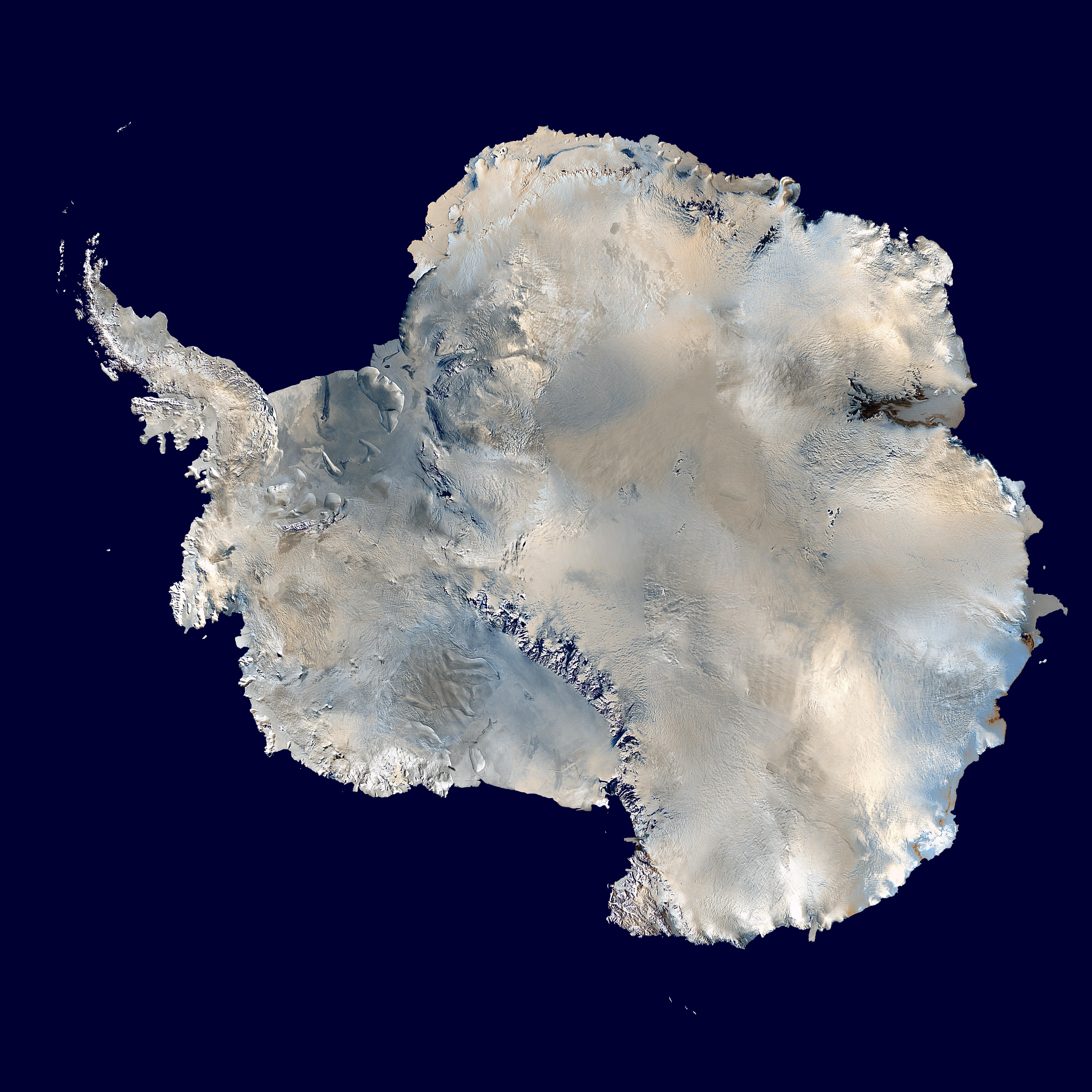
Le continent antarctique.

La région antarctique est une région zoogéographique formée dans un sens strict du continent antarctique et des territoires insulaires de la plaque antarctique. Dans un sens élargi, on y rattache également quelques îles des hautes latitudes de l'hémisphère sud situées au sud de la convergence antarctique. L'influence antarctique peut être ressentie sur la faune des milieux tempérés voire tropicaux de cet hémisphère. L'écozone antarctique correspond à une des huit éco zones planétaires utilisées par l'UNESCO ou encore par le World Wildlife Fund (WWF).

## Le continent antarctique
Avec un climat très rude, une surface couverte de glace et une végétation très rare (essentiellement composée de lichens et mousses ; la présence d'herbe est exceptionnelle), seules des espèces animales hautement spécialisées habitent cette région.
La faune de la terre ferme est très réduite: certains groupes zoologiques (reptiles, batraciens...) sont totalement absents, et les autres sont représentés par un nombre limité d'espèces, surtout des invertébrés de très petite taille (collemboles, vers...).
Toutefois, les eaux marines abritent une vie très riche, avec un plancton abondant, à la base d'une chaîne alimentaire complexe, qui remonte jusqu'aux mammifères marins (parmi lesquels plusieurs espèces de baleines), et permet l'établissement d'une grande faune, composée de quelques espèces d'oiseaux (manchots, pétrels, labbes) et de mammifères marins (phoques), qui vient se reproduire sur la terre ferme, non loin des côtes. Ces espèces ont en général des effectifs importants, d'autant que la pression humaine est assez faible par rapport à d'autres continents (les écosystèmes antarctiques restent cependant parmi les plus fragiles du globe).

## Les îles subantarctiques
Un certain nombre d'îles des océans austraux (Malouines, îles Crozet, îles Kerguelen, etc.) sont rattachées à la région antarctique. Si leur climat est moins rude, il reste froid et particulièrement venté, et la situation d'isolement de ces terres (parfois à plusieurs milliers de kilomètres du continent le plus proche) permet seulement l'installation d'organismes résistants. 
La végétation est limitée à quelques espèces (des mousses, lichens et herbes prospèrent et couvrent le sol d'un vaste tapis assez uniforme), et la faune d'invertébrés terrestres y est du fait assez pauvre (un peu moins qu'en Antarctique même) et hautement spécialisée (abondance des formes aptères d'insectes), mais la richesse de la faune marine permet la vie d'abondantes colonies de manchots, albatros, phoques et otaries.

## L'influence antarctique sur les latitudes tempérées et tropicales
Une faune à affinités antarctiques peut être notée sur les côtes méridionales de l'Australie, de l'Amérique du Sud et de l'Afrique du Sud, en raison des courants froids (courants de Humboldt, de Benguela...), qui apportent la vie marine de l'Océan antarctique jusqu'à des latitudes relativement basses.
Les côtes de ces pays accueillent des colonies de quelques espèces d'Otaries (Otaria et Arctocephalus sp.) et de Manchots (Spheniscus sp.), moins abondantes qu'en Antarctique et sur les îles subpolaires qui l'entourent.
Dans le cas extrême, cette faune remonte jusqu'à la latitude de l'équateur, avec la présence de ces espèces jusqu'aux îles Galápagos, présence rendue possible par le courant froid de Humboldt !
Toutefois, il s'agit d'une limite d'aire de répartition, et la faune antarctique qui vit sur ces territoires subit avec difficultés les accidents climatiques (type "El Nino"), qui perturbent la circulation des courants marins et la faune marine, sans parler du réchauffement de la planète. Certaines espèces ont vu leurs effectifs chuter, comme le Manchot de Humboldt des côtes péruviennes et chiliennes, dont l'effectif a baissé de 12000 à 3300 oiseaux entre 1996 et 1997.

## Passé et futur
L'Antarctique apparaît comme un désert glacé et inhospitalier pour la majorité des êtres vivants mais il n'en a pas toujours été ainsi. Le continent, issu du Gondwana, était couvert de forêts et peuplé d'une riche faune durant le Mésozoïque, puis il s'est progressivement recouvert de glace en dérivant vers le Sud à la fin de l'Éocène, pour prendre l'aspect que nous connaissons.
D'ici quelques dizaines de millions d'années, la plaque antarctique remontera vers le Nord, et sera selon toute vraisemblance colonisée par une faune et une flore des régions tempérées voire tropicales.